# Нанді (Фіджі)
Нанді (фідж. Nadi) — це третя за населенням конурбація у Фіджі. Місто знаходиться у західній частині острова Віті-Леву та відповідно до останнього перепису (2007 р.) мало населення 42284 осіб. Підрахунок 2012 року показав, що населення збільшилося до 50 тисяч осіб. Нанді є багатонаціональним містом з великою кількістю жителів індійського походження та корінних фіджійців, а також багатьма іноземними туристами, що тимчасово живуть у місті. Основою економіки є переробка цукрової тростини та туризм.

Для регіону Нанді є характерною більша концентрація готелів ніж у інших частинах Фіджі. Завдяки великій кількості фіджійців індійського походження Нанді є центром індуїзму та ісламу у Фіджі. У місті знаходиться місце паломництва та найбільший індуїстський храм у південній півкулі — Шрі Шіва Субраманья.  

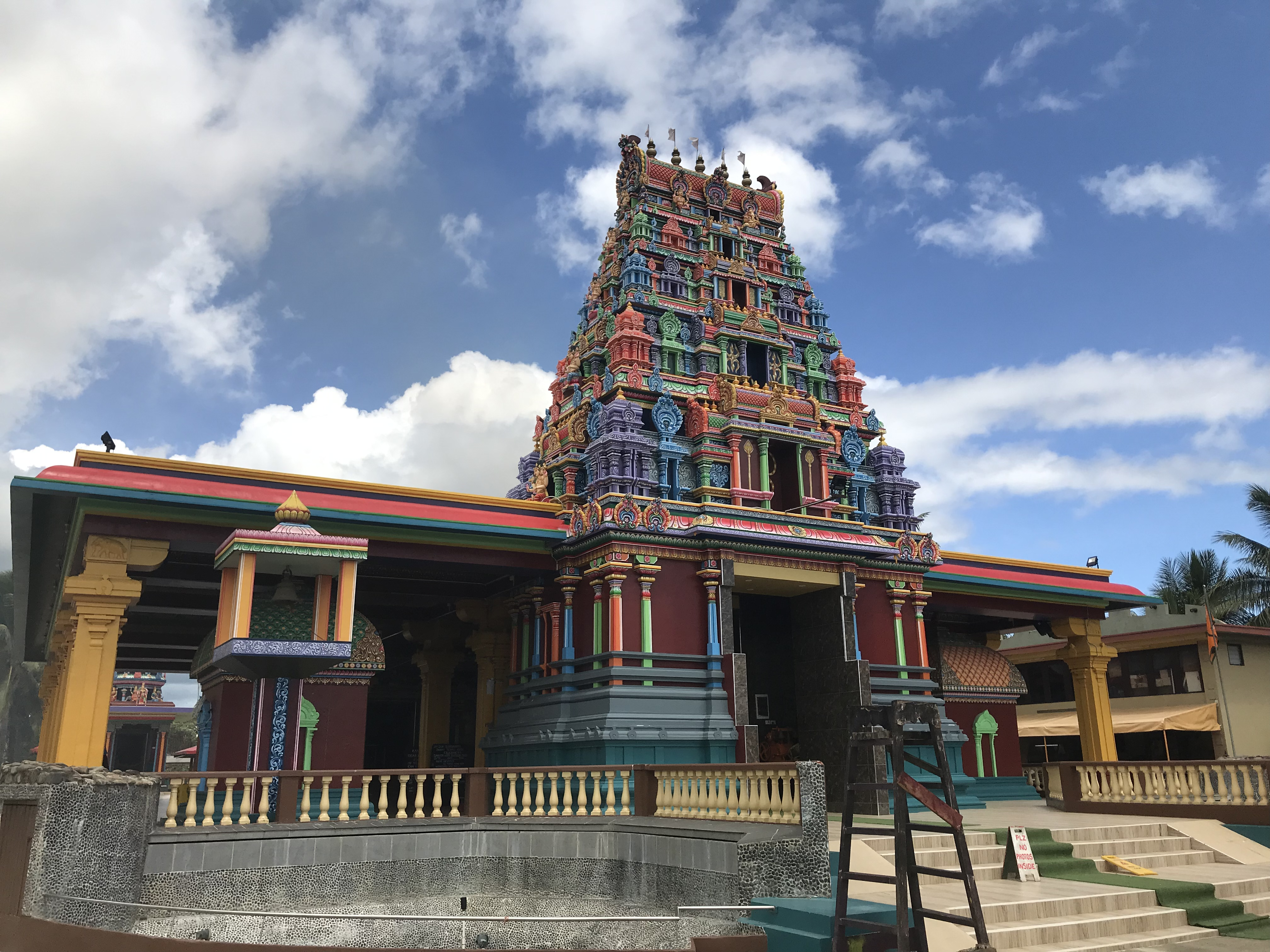
Храм Шрі Шіва Субраманья

Міжнародний аеропорт Нанді, розташований за 9 кілометрів від міста, є найбільшим у Фіджі. Внаслідок цього, Нанді є основною точкою в'їзду для авіапасажирів, що прибувають у Фіджі, хоча місто і знаходиться на протилежній (західній) стороні острова Віті-Леву відносно Суви — столиці та найбільшого міста держави.

## Історія

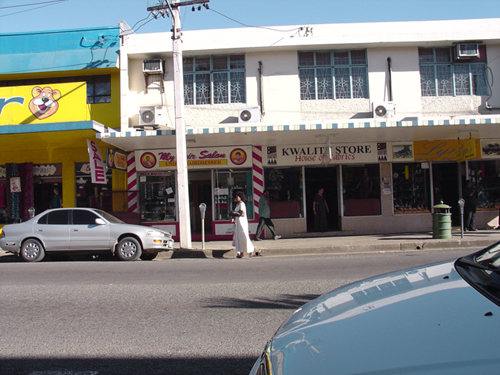
Головна вулиця Нанді

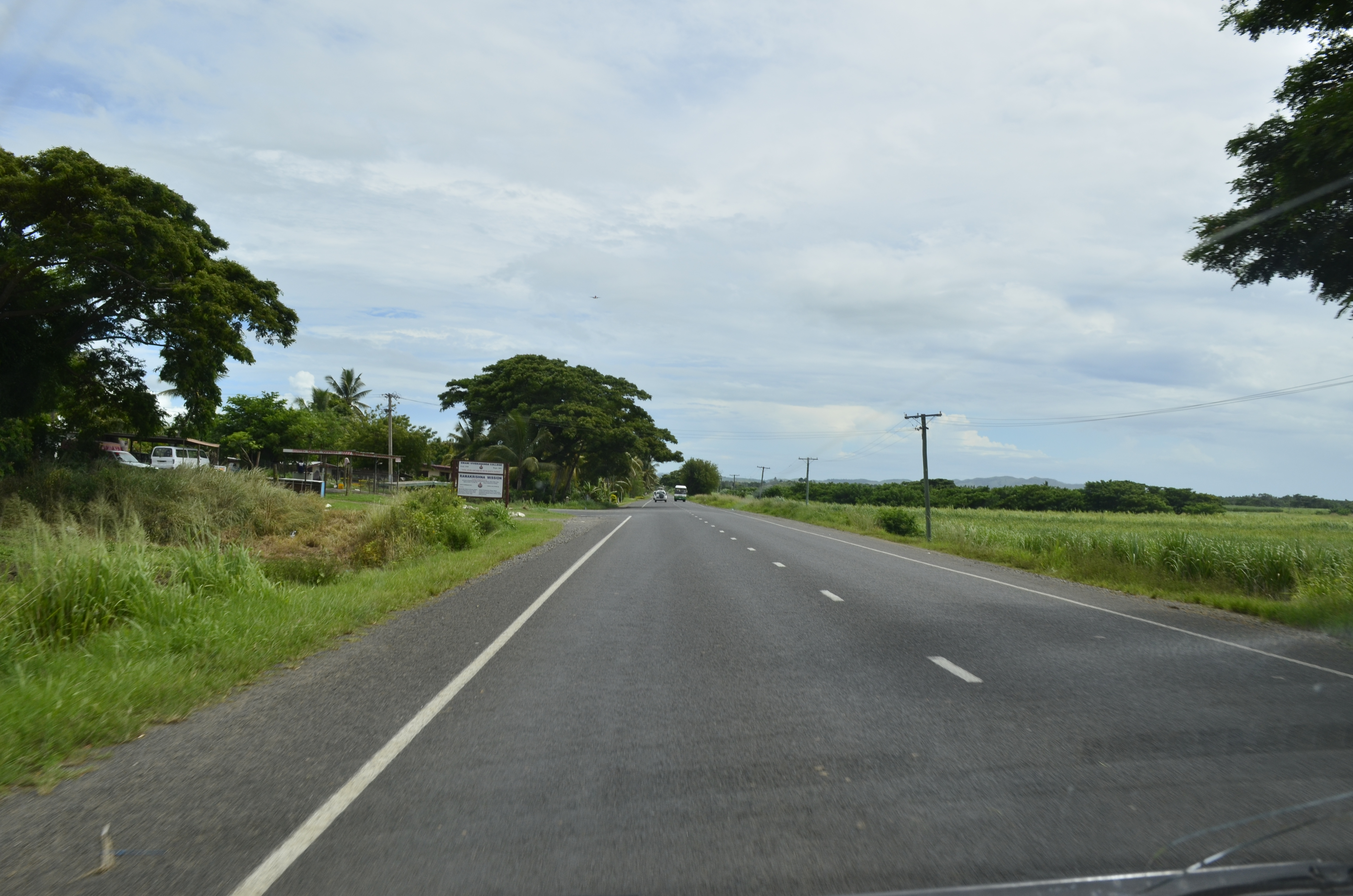
Асфальтована дорога за межами Нанді

Містечко Нанді було засноване у 1947 році. У ті часи колоніальний уряд Фіджі облаштував будівлю на узвишші міста. Декілька фірм запрацювали поруч з колоніальними офісами, переїхавши сюди з інших частин Фіджі.
Виборний місцевий уряд був запроваджений у 1967 році. Першим головою місцевого правління став доктор A. H. Sahu Khan. Після введення у дію Акту про місцеве самоуправління у 1972 році, правління було перетворено на міську раду. H. M. Lodhia став першим Мером Нанді у 1972 році та залишався на посаді до грудня 1973 року. Зараз робота виборного самоврядного уряду у Нанді (як і у Фіджі в цілому) призупинена, а функції міської ради виконують адміністратори, які призначаються урядом.

## Економіка
У місті знаходиться Міжнародний аеропорт Нанді, де розміщений головний офіс авіакомпанії Fiji Airways, раніше відомої як Air Pacific. Головну роль у економіці Нанді відіграють туризм, транспортна галузь та сектор нерухомості. Другорядними галузями є сільське господарство та ремесла.

## Місцеве самоврядування
Управління містом здійснюється міською радою Нанді. Раду очолює Спеціальний Адміністратор, призначений центральним урядом, а оперативне управління покладене на Головного Виконавчого Директора (CEO). Обидві посади підзвітні Міністерству місцевого самоврядування, міського розвитку, житла та довкілля.

## Клімат
Для міста характерний мусонний клімат відповідно до класифікації кліматів Кеппена з високими температурами впродовж усього року. Короткочасний сухий сезон триває з липня до серпня, решта місяців є вологими.
| Клімат Нанді, Фіджі (1961–1990)            | Клімат Нанді, Фіджі (1961–1990) | Клімат Нанді, Фіджі (1961–1990) | Клімат Нанді, Фіджі (1961–1990) | Клімат Нанді, Фіджі (1961–1990) | Клімат Нанді, Фіджі (1961–1990) | Клімат Нанді, Фіджі (1961–1990) | Клімат Нанді, Фіджі (1961–1990) | Клімат Нанді, Фіджі (1961–1990) | Клімат Нанді, Фіджі (1961–1990) | Клімат Нанді, Фіджі (1961–1990) | Клімат Нанді, Фіджі (1961–1990) | Клімат Нанді, Фіджі (1961–1990) | Клімат Нанді, Фіджі (1961–1990) |
| Показник                                   | Січ.                            | Лют.                            | Бер.                            | Квіт.                           | Трав.                           | Черв.                           | Лип.                            | Серп.                           | Вер.                            | Жовт.                           | Лист.                           | Груд.                           | Рік                             |
| Абсолютний максимум, °C                    | 36,7                            | 35,4                            | 35,0                            | 34,3                            | 33,9                            | 33,5                            | 32,9                            | 34,3                            | 34,0                            | 34,6                            | 36,3                            | 35,9                            | 36,7                            |
| Середній максимум, °C                      | 31,6                            | 31,5                            | 31,1                            | 30,7                            | 29,7                            | 29,2                            | 28,5                            | 28,7                            | 29,4                            | 30,2                            | 30,9                            | 31,4                            | 30,2                            |
| Середня температура, °C                    | 27,1                            | 27,2                            | 26,9                            | 26,2                            | 24,9                            | 24,2                            | 23,4                            | 23,6                            | 24,4                            | 25,3                            | 26,2                            | 26,7                            | 25,5                            |
| Середній мінімум, °C                       | 22,7                            | 22,9                            | 22,6                            | 21,7                            | 20,1                            | 19,3                            | 18,3                            | 18,4                            | 19,3                            | 20,4                            | 21,5                            | 22,1                            | 20,8                            |
| Абсолютний мінімум, °C                     | 19,0                            | 18,3                            | 17,7                            | 16,2                            | 14,0                            | 13,6                            | 11,7                            | 11,3                            | 13,3                            | 14,4                            | 15,1                            | 17,2                            | 11,3                            |
| Середня кількість сонячних годин на місяць | 213,5                           | 182,4                           | 190,1                           | 197,8                           | 212,0                           | 206,0                           | 218,1                           | 231,0                           | 214,6                           | 226,6                           | 221,5                           | 225,4                           | 2539,0                          |
| Днів з дощем                               | 14                              | 15                              | 16                              | 9                               | 6                               | 5                               | 4                               | 4                               | 5                               | 7                               | 9                               | 11                              | 105                             |
| Вологість повітря, %                       | 81                              | 82                              | 84                              | 82                              | 80                              | 79                              | 76                              | 75                              | 74                              | 75                              | 76                              | 78                              | 78                              |
| ------------------------------------------ | ------------------------------- | ------------------------------- | ------------------------------- | ------------------------------- | ------------------------------- | ------------------------------- | ------------------------------- | ------------------------------- | ------------------------------- | ------------------------------- | ------------------------------- | ------------------------------- | ------------------------------- |